# Сански партизански одред
Сански народноослободилачки партизански (НОП) одред  је био партизанска јединица у саставу Народноослободилачке војске и партизанских одреда Југославије током Другог светског рата у Босни и Херцеговини.

## Историјат
Формиран је средином септембра 1943. и био је под командом 4. крајишке ударне дивизије НОВЈ. Одред је дејствовао на подручју тадашњег среза Сански Мост, са тежиштем на правцима према Мањачи, Бронзаном Мајдану, и железничкој прузи Приједор—Бања Лука, посебно у рејону Ивањске. Одред је у почетку имао две чете са око 100 бораца. Прве акције Одред је извео у другој половини септембра и разбио на путу Бронзани Мајдан—Сански Мост јаче делове 2. бригаде четничког Босанско-крајишког корпуса, а код Санског Моста групу усташа. У нападу за ослобођење Санског Моста 20/21. октобра 1943, у садејству с Ударним батаљоном Дрварског НОП одреда, заузима положаје на Разбоју и Дебељаку, а потом затвара правце од Бање Луке и Бронзаног Мајдана према Санском Мосту. Ослобођењем Санског Моста Одред се брзо омасовљава (почетком новембра има око 300 бораца организованих у два батаљона) и постаје значајан извор за попуну јединица 4. ударне дивизије. У току зиме Одред је обезбеђивао слободну територију с правца Бање Луке и Приједора, рушио железничку пругу Бања Лука— Приједор (у рејону Ивањске и Пискавице), чистио од четника територију Змијања и Мањаче, и постављао заседе на путевима према Санском Мосту. Зими 1943/44. учествовао је и у првој бањалучкој операцији 5. ударног корпуса НОВЈ. У фебруару 1944. Одред је имао 482 борца, 276 пушака и аутомата, 6 пушкомитраљеза, 7 митраљеза и 1 противтенковску пушку; одлуком Штаба 5. ударног корпуса НОУ] од 26. марта, од њега и Рибничког НОП одреда формирана је 15. крајишка НОУ бригада.